# Scott McDonald
Scott Douglas McDonald (Melbourne, 21 de agosto de 1983) é um futebolista australiano que atua como atacante. Atualmente, defende o Middlesbrough.

## Carreira
Tendo iniciado sua carreira ainda na Austrália, McDonald se transferiria para a Inglaterra com apenas dezesseseis anos. Porém, passaria a fazer sucesso apenas quatro anos depois, atuando na vizinha Escócia, enquanto defendia o Motherwell. Três temporadas de sucesso depois, estava defendendo o poderoso Celtic, onde continuaria seu sucesso. Em sua primeira temporada no clube, fora artilheiro do campeonato local, tendo anotado 25 tentos. Permaneceria mais uma temporada e meia, quando acabaria retornando à Inglaterra, para defender o Middlesbrough.

## Seleção
Já pela Seleção Australiana, McDonald faria sucesso apenas nas categorias de base, onde marcaria 29 vezes em 44 partidas em três diferentes categorias. Na principal, onde estrearia com 22 anos, disputaria 22 partidas, mas nunca tendo anotado nenhum tento. Ficaria perto de disputar a Copa do Mundo de 2010, mas acabaria sendo cortado. Sua primeira competição oficial acabaria sendo a Copa da Ásia de 2011.